# Ernest Wilberforce
Ernest Wilberforce, né le 22 janvier 1840 à Brighstone (Île de Wight) et mort le 9 septembre 1907 à Bembridge (Île de Wight), fils de Samuel Wilberforce et petit-fils de William Wilberforce, était un évêque anglican.
Après ses études à Harrow et Oxford, il fut ordonné diacre (1864) puis prêtre (1865) par son père dans les deux cas.
Il devient le plus jeune évêque de l'histoire de l'anglicanisme lorsqu'il accepte en 1882 l'évêché de Newcastle upon Tyne qui vient juste d'être créé. En 1896, il devient évêque de Chichester.